# Sabirabad (distrikt)
 For alternative betydninger, se Sabirabad. (Se også artikler, som begynder med Sabirabad)
Sabirabad er en rajon af Aserbajdsjan, hvis hovedstad ligger ved krydset mellem Aras-dæmningen og Kura-floderne. Sabirabad er dets administrative center. Det lavtliggende område er afhængigt af kanaler og dæmninger, hvis skader i 2010 forårsagede farvande fra søen Sarisu til at oversvømme flere af regionens landsbyer.
Der er statslige samfundsøkonomiske kollegium, erhvervsskole, 85 generelle uddannelsesskoler, 22 børnehaver og out-of-school uddannelsesinstitutioner. 126 sundhedsydelser og 77 sundhedsfaciliteter tjener befolkningen. Grundlaget for økonomien i regionen er landbrug og industri.